# Paganland
Paganland — львівський паган-метал гурт.

## Історія
Гурт PAGANLAND був заснований в 1997 році Руном і Білозором у Львові.
Дебютне демо «Gods of Golden Circle» (1999) і демо «Shadows of Forgotten Ancestors» (2008) так чи інакше мали безпосереднє відношення до Pagan Metal.
Від початку 2000-х рр. група поступово формує живий склад (Олександр Денисенко — гітара, Андрій Копильчак — барабани) та виступає на локальних концертах у Львові (клуби «Старушка» і «Далі», к-тр «Київ», БК «Лорта») разом з відомими львівськими групами Misty Gates, Dogma, Ірій. З 2003 р. до гурту долучився також клавішник Назарій Самотіс.
У 2004 р. також виступає в Києві разом з Parricide та Mental Demise в рамках Grinding Incursion Tour. З 2005 р. група припиняє активну діяльність внаслідок значної географічної віддаленості учасників. Однак робота відновлюється вкінці 2007 р.
Записаний у 2002 р. матеріал (також за участі вокаліста Володимира Дзюбенка) на Olden Studio був виданий лейблом BlackArt лише у 2008 р. (Shadows of Forgotten Ancestores/ Carpathia, спліт з Тіні Забутих Предків).
Зміни складу, рутина репетицій, тяготи концертної діяльності спричинили розпад гурту в 2005 році, але через три роки гурт відродився і в 2011 році записав перший повнометражний альбом «Вітер волі», відновивши живі виступи. Цей альбом був виданий в 2013 році на Svarga Music, а роком пізніше гурт записав другий альбом «Fatherland» присвячений всім патріотам України тим хто бореться з Російською агресією.
У своїх текстах і музиці гурт намагається висловити любов до рідної землі, природи, а також звернути увагу людей на те, що не тільки гроші і брехня правлять світом. Весь сенс творчості групи — це повага до нашої землі, нашої давньої культури та історії.

## Склад гурту
- Ruen (ex-Тіні Забутих Предків, ex-Chorea) — клавішні
- Lycane (Atra Mors, Colotyphus, Polynove Pole, Zgard(session), ex-Chorea, ex-Aryadeva, ex-Nahemoth, ex-Neksus, ex-Nocturnal Amentia (live), ex-Torrence Conscientium (live))  — ударні
- D.L. — вокал
- Eeire Cold (Atra Mors, Nonsun, ex-Рай із Твоїх Снів (live))  — гітара

### Колишні учасники
- Дмитро "Zymobor" Крутиголова  — вокал
- Іван Кулішко  — бас-гітара
- Юрій Круп'як — гітара;
- Микола Білозор — бас-гітара, вокал;
- Андрій "Terrorist" Копильчак (R.I.P. - 2018) — барабани;
- Олександр Денисенко — гітара;
- Назар "Lars" Самотіс — клавіші;
- Роман "Romario" Шопа — бас-гітара;
- Олександр "Yor" Гарасимович — барабани, перкусія;
- Сергій "Sergfil" Філяк — гітара, вокал;
- Володимир Дзюбенко — вокал;
- Михайло "Beralb" Жорін — бас-гітара.
- Владислав Луговик —  гітара

## Дискографія
- Gods of Golden Circle (demo) — 1999
- Shadows of Forgotten Ancestors/Carpathia split Paganland/Тіні Забутих Предків — 2008
- Wind Of Freedom LP (Вітер Волі) — 2013
- Fatherland LP (Вітчизна) — 2015
- Belted By Spirit EP (Підперезаний Духом) — 2015
- At The Heart Of Carpathians Single (В Серці Карпат) — 2015
- From Carpathian Land LP (З Карпатського Краю) — 2016
- XX Years of Paganland Live Album  — 2018
- In The Heart Forever Single (Назавжди у серці)  — 2019
- Galizier LP (Галичанин)  — 2020